# Società Sportiva Cassino Calcio 2009-2010
Questa voce raccoglie le informazioni riguardanti  la Società Sportiva Cassino Calcio nelle competizioni ufficiali della stagione 2009-2010.

## Rosa
| N. |                      | Ruolo | Calciatore           |
| -- | -------------------- | ----- | -------------------- |
|    | Malta (bandiera)     | D     | Andrei Agius         |
|    | Italia (bandiera)    | P     | Remo Amadio          |
|    | Argentina (bandiera) | A     | Leonardo Bardeggia   |
|    | Italia (bandiera)    | C     | Pasquale Berardi     |
|    | Italia (bandiera)    | D     | Stefano Bianciardi   |
|    | Romania (bandiera)   | D     | Adrian Bica Badan    |
|    | Italia (bandiera)    | D     | Danilo Bonacquisti   |
|    | Italia (bandiera)    | C     | Andrea Bracaletti    |
|    | Italia (bandiera)    | D     | Claudio Cafiero      |
|    | Italia (bandiera)    | C     | Alfonso Camorani     |
|    | Italia (bandiera)    | C     | Federico Conti       |
|    | Italia (bandiera)    | A     | Antonio Croce        |
|    | Italia (bandiera)    | A     | Salvatorino Frisenda |
|    | Italia (bandiera)    | C     | Giuseppe Gemmiti     |
|    | Italia (bandiera)    | C     | Rocco Giannone       |
|    | Italia (bandiera)    | D     | Paolo Goisis         |

| N. |                           | Ruolo | Calciatore           |
| -- | ------------------------- | ----- | -------------------- |
|    | Italia (bandiera)         | P     | Giovanni Indiveri    |
|    | Brasile (bandiera)        | A     | Jefferson            |
|    | Costa d'Avorio (bandiera) | C     | Jassuof Konè         |
|    | Italia (bandiera)         | C     | Alì Lolli            |
|    | Italia (bandiera)         | C     | Emanuele Martinelli  |
|    | Italia (bandiera)         | D     | Ivan Merli Sala      |
|    | Marocco (bandiera)        | A     | Adil Mezgour         |
|    | Italia (bandiera)         | A     | Stefano Morello      |
|    | Italia (bandiera)         | P     | Christian Paoletti   |
|    | Italia (bandiera)         | D     | Lorenzo Poli         |
|    | Italia (bandiera)         | A     | Cristian Romanelli   |
|    | Italia (bandiera)         | D     | Roberto Romeo        |
|    | Italia (bandiera)         | C     | Giovanni Scappaticci |
|    | Italia (bandiera)         | C     | Marco Sfanò          |
|    | Italia (bandiera)         | C     | Cristian Suarino     |
|    | Italia (bandiera)         | C     | Luca Vigna           |